# Epilamprinae
Epilamprinae es una subfamilia de insectos blatodeos de la familia Blaberidae. Esta subfamilia comprende 40 géneros.

## Géneros
Los 40 géneros de la subfamilia Epilamprinae son los siguientes:
- Africalolampra
- Alphelixia
- Anisolampra
- Antioquita
- Apsidopis
- Aptera
- Ataxigamia
- Blepharodera
- Calolampra
- Calolamprodes
- Capucinella
- Cariacasia
- Colapteroblatta
- Dryadoblatta
- Epilampra
- Galiblatta
- Gurneya
- Haanina
- Homalopteryx
- Howintoniella
- Juxtacalolampra
- Litopeltis
- Miroblatta
- Molytria
- Morphna
- Notolampra
- Opisthoplatia
- Orchidoeca
- Phlebonotus
- Phoraspis
- Pinaconota
- Placoblatta
- Poeciloderrhis
- Princisola
- Pseudophoraspis
- Rhabdoblatta
- Rhabdoblattella
- Stictolampra
- Thorax
- Ylangella

Los taxones con mayor número de especies son Rhabdoblatta, Epilampra y Calolampra. 